# Sorato Anraku
Sorato Anraku (安楽 宙斗, Anraku Sorato, 14 de novembro de 2006) é um escalador japonês. Em 2023, Anraku se tornou o primeiro alpinista a vencer a Copa do Mundo de Liderança Geral e a Copa do Mundo de Boulder Geral em sua temporada de estreia sênior. Ele também ganhou a medalha de ouro no evento combinado de boulder e liderança nos Jogos Asiáticos de 2022, realizados em outubro de 2023. Ele ganhou a medalha de prata no evento combinado de boulder e liderança nas Olimpíadas de Verão de 2024.

## Carreira
Antes de 2023, Anraku competiu em escalada de competição internacional juvenil. Em 2023, Anraku fez sua estreia na escalada de competição internacional sênior, abrindo o ano com um quinto lugar em boulder na Copa do Mundo de Hachioji. Ele ganhou sua primeira medalha ao ficar em segundo lugar na disciplina de boulder na Copa do Mundo de Salt Lake City em maio. Isso foi seguido por seu primeiro lugar em boulder na Copa do Mundo de Innsbruck em junho, onde também recebeu o título masculino de Boulder 2023.
Ele conquistou sua primeira medalha de liderança sênior na Copa do Mundo com um bronze em Chamonix em julho, seguido por um primeiro lugar em Briançon no final de julho e um segundo lugar em Berna em agosto, ambos na liderança. Ele seguiu com mais dois primeiros lugares nas Copas do Mundo de Koper e Wujiang, ambas em setembro, após as quais também recebeu o título de liderança masculina de 2023. Em outubro, logo após sua apresentação em Wujiang, ele também ganhou o ouro no evento de escalada esportiva combinada masculina nos Jogos Asiáticos de 2022 em Hangzhou, em sua estreia nos Jogos Asiáticos. Ele participou da Qualificatória Olímpica de Escalada Esportiva Asiática de 2023, realizada em Jacarta em novembro, onde ficou em primeiro lugar na competição masculina de boulder e liderança. Isso o qualificou para as Olimpíadas de Verão de 2024 em Paris, onde ganhou a prata.